# Iridomyrmex minor
Iridomyrmex minor es una especie de hormiga del género Iridomyrmex, subfamilia Dolichoderinae. Fue descrita científicamente por Forel en 1915.
Se distribuye por Australia. Se ha encontrado a elevaciones de hasta 900 metros. Vive en microhábitats como forrajes, troncos, debajo de piedras y nidos.